# Pejzaż wieczorny ze wschodzącym księżycem
Pejzaż wieczorny ze wschodzącym księżycem (hol. Ommuurd veld met schoven en opkomende maan, ang. Evening Landscape with Rising Moon) – obraz olejny Vincenta van Gogha (nr kat.: F 735, JH 1761) namalowany na początku lipca 1889 podczas pobytu artysty w Saint-Rémy.

## Historia
Obraz należy do mniej znanych dziel van Gogha, który wymienia go tylko 2 razy w swoich listach do brata. Pierwsza wzmianka ma miejsce 6 lipca 1889:
Tak więc na razie jedyne, co mogę robić, to trochę naszkicować moje obrazy. Na jednym z nich będzie wschód księżyca nad tym samym polem, jak na szkicu w liście do Gauguina, ale będzie na nim kilka stogów zamiast pszenicy. [Obraz] będzie w matowej żółtej ochrze i fiolecie. Zresztą, wkrótce go zobaczysz. Pracuję też nad jednym nowym [obrazem] z bluszczem.
Drugi raz wymienia obraz w liście z 19 września, gdy mówi o jego wysyłce do brata (razem z 8 innymi płótnami); nie poświęca mu jednak oddzielnej uwagi, zaliczając go (m.in. z „Gwiaździstą nocą”) do dzieł mniej udanych.

## Opis
Obraz przedstawia księżyc wschodzący nad odległymi wzgórzami, łatwy do pomylenia ze słońcem z powodu swojego koloru. Jego jasna poświata przypomina bowiem światło słońca w dzień. Rozświetla ona, choć trochę blado, niebo, rozchodząc się falami. Oświetla też wzgórza w oddali i stogi siana na pierwszym planie, pozwalając dostrzec ich kształty. Światło księżyca jest oddane wyraziście przy pomocy dobrze znanych, głębokich pociągnięć pędzla van Gogha i dzięki temu ożywa na obrazie.
Obraz dzieli się na dwie części: na pierwszym planie żółte i pomarańczowe stogi siana oraz zielone i błękitne wzgórza w głębi, przeplatające się z niebem. Blada poświata księżyca i falista forma jednoczą obraz nadając mu zharmonizowany wygląd.

## Datowanie obrazu
Ponieważ dokładna data powstania obrazu Pejzaż wieczorny ze wschodzącym księżycem nie jest znana, amerykański astronom Donald Olson podjął próbę precyzyjnego określenia daty, a nawet godziny powstania obrazu – otrzymał wynik 13 lipca 1889, godz. 21:08. Za punkt wyjścia przyjął on położenie księżyca takie, jak na obrazie van Gogha i w drodze pomiarów ustalił, że księżyc w pełni w tym właśnie punkcie pojawia się raz na 19 lat; w 114 lat po namalowaniu obrazu, w koincydencji z 2003 rokiem pełnia księżyca w tym miejscu, w którym znajduje się on na obrazie van Gogha, wypadła właśnie 13 lipca.